# Wales damlandslag i ishockey
Wales damlandslag i ishockey (engelska: Wales women's national ice hockey team) har representerat Wales i ishockey på damsidan i vissa turneringar. Första landskampen spelades i Nottingham den 18 maj 2002 mot England och förlorades med 1-4.

### Fotnoter
1. ↑  ”Wales vs Nations” (på engelska). Nationalteamsoficehockey. https://nationalteamsoficehockey.com/wp-content/uploads/2018/09/Wales-Women-Official-Results.pdf. Läst 31 mars 2015.